# Riu Kalu
Kalu és un riu de les muntanyes Garo a l'estat de Meghalaya que neix prop de Tura a 25° 29′ N, 90° 22′ E / 25.483°N,90.367°E i corre cap a l'oest en direcció al districte de Goalpara a Assam on finalment desaigua al Brahmaputra. El principal afluent és el Baranasi o Rangkan. En època de pluges és navegable per bots de fins a 2 tones.